# The Coleopterists Bulletin
The Coleopterists Bulletin – recenzowane czasopismo naukowe publikujące w dziedzinie entomologii.
Pismo założone zostało w 1947 roku przez Rossa H. Arnetta Jr. Wydawane jest przez The Coleopterists Society. Tematyką obejmuje koleopterologię, w szczególności taksonomię i ekologię chrząszczy.
W 2014 impact factor pisma wynosił 0,496, a rok wcześniej 0,726.